# محمد حسن أفشار
محمد حسن أفشار (نشط 1835-1865 م) كان رسامًا ومصمم بورتريه في البلاط الفارسي، خدم في عهد الشاه القاجاري محمد شاه قاجار (حكم 1834–1848 م)، وناصر الدين شاه قاجار (حكم. 1848–1896).

## السيرة
ينتمي محمد حسن إلى قبيلة أفشار في أرومية. كان واحدًا من الفنانين الإيرانيين القلائل في القرن التاسع عشر الذين نالوا إشادة المراقبين الأوروبيين، ومن بينهم المستكشف الفرنسي كزافييه هومير دي هيل [الإنجليزية]. وقد سلط المؤرخ الإيراني الحديث محمد علي كريم زاده التبريزي الضوء على الارتباك في الكتابات المحيطة بمحمد حسن وأمثاله. بسبب صممه الخلقي، أخطأ البعض في اعتباره رسامًا آخر من عائلة أفشار، وهو أبو الحسن أفشار، الذي ربما كان يعاني من نفس الحالة، لكنه بدا وكأنه شخص مختلف. كما رسم أفشار أيضًا أشياء صغيرة مطلية بالورنيش، مثل صناديق الأقلام الإسلامية. توفي محمد حسن في ق. 1880.

أمثلة من أعمال أفشار
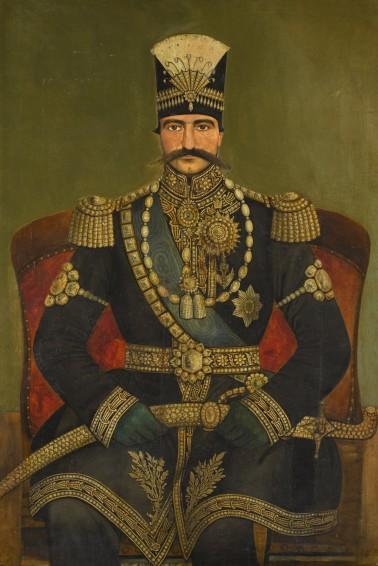
صورة ناصر الدين شاه
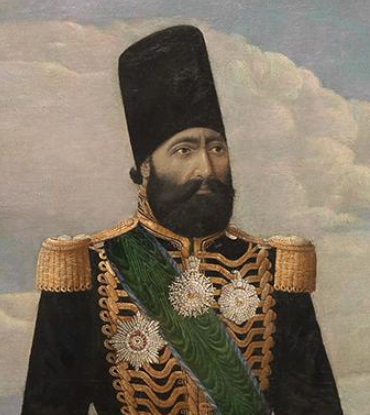
صورة ميرزا محمد خان سيباهسالار
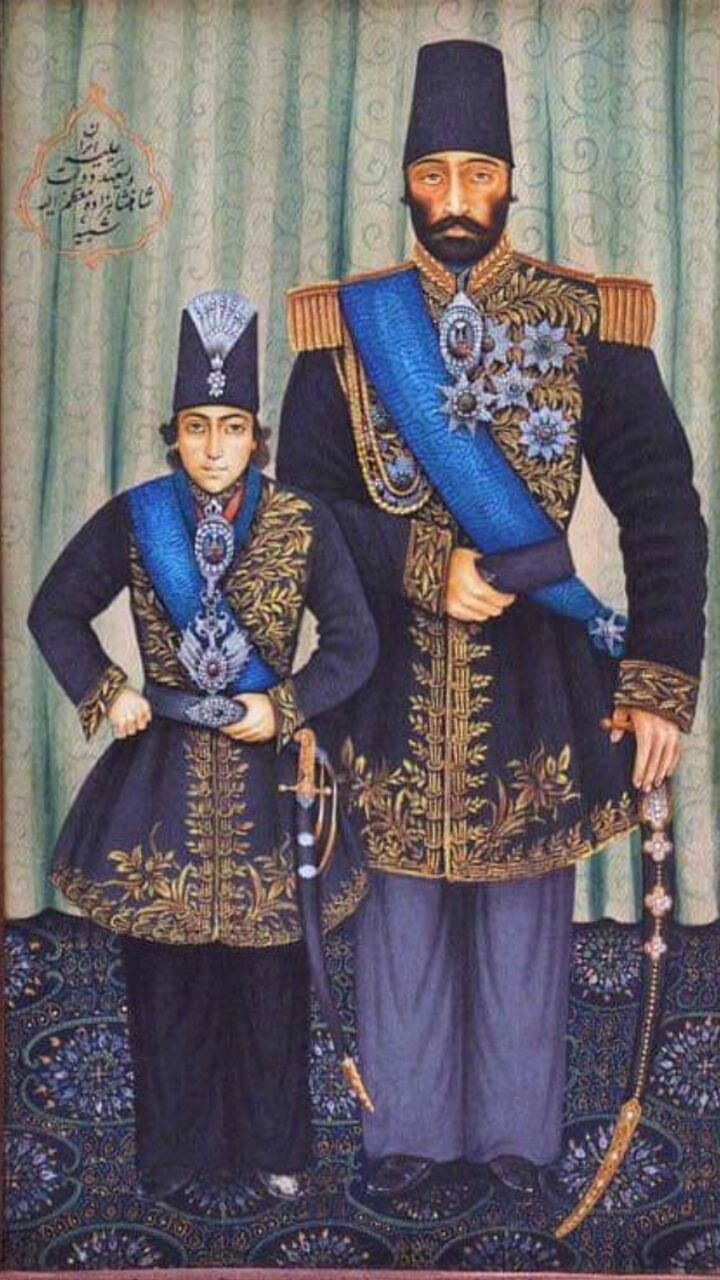
صورة لمظفر الدين شاه وعزيز خان موكري
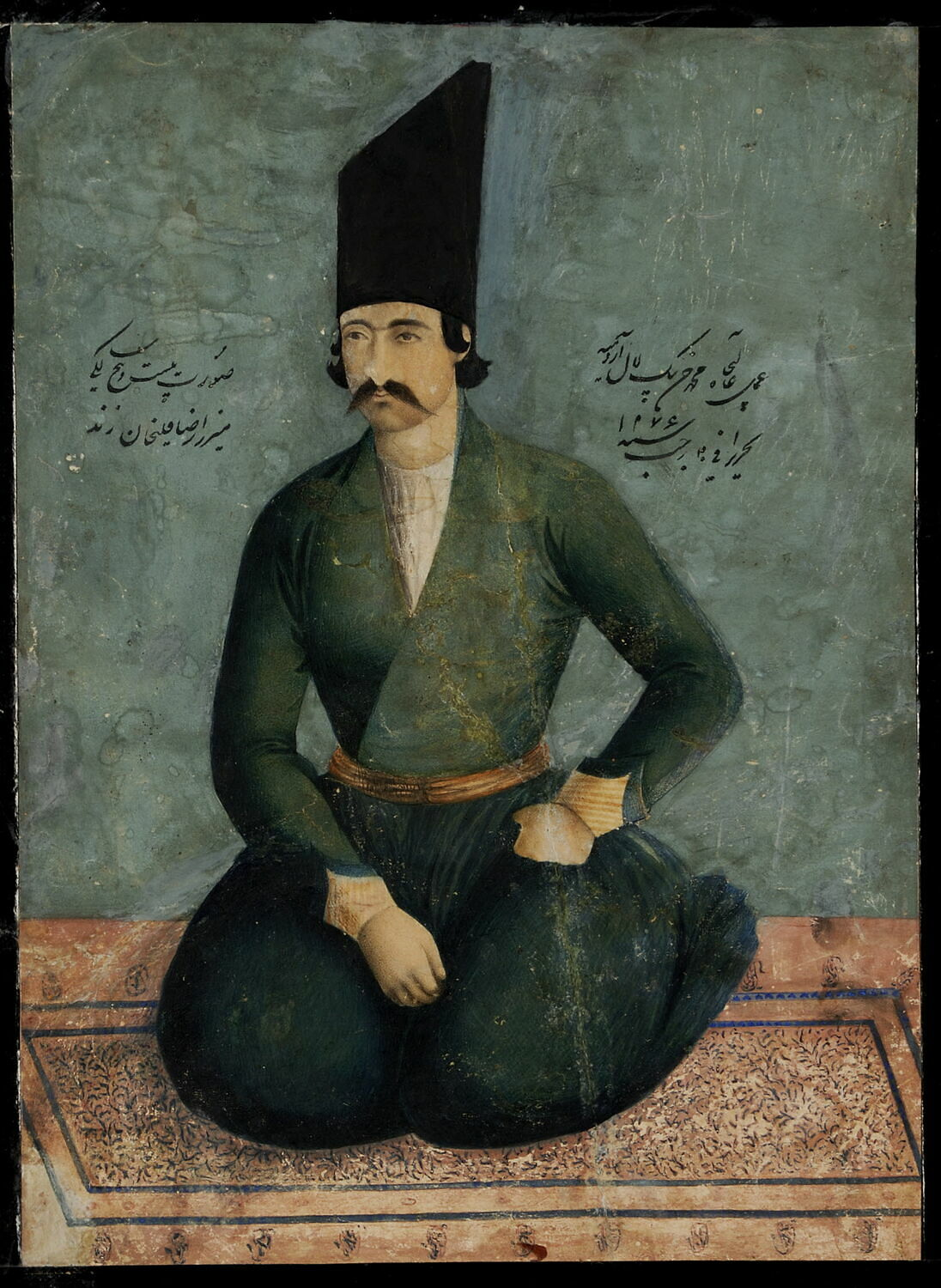
صورة ميرزا رضا قولي خان زند
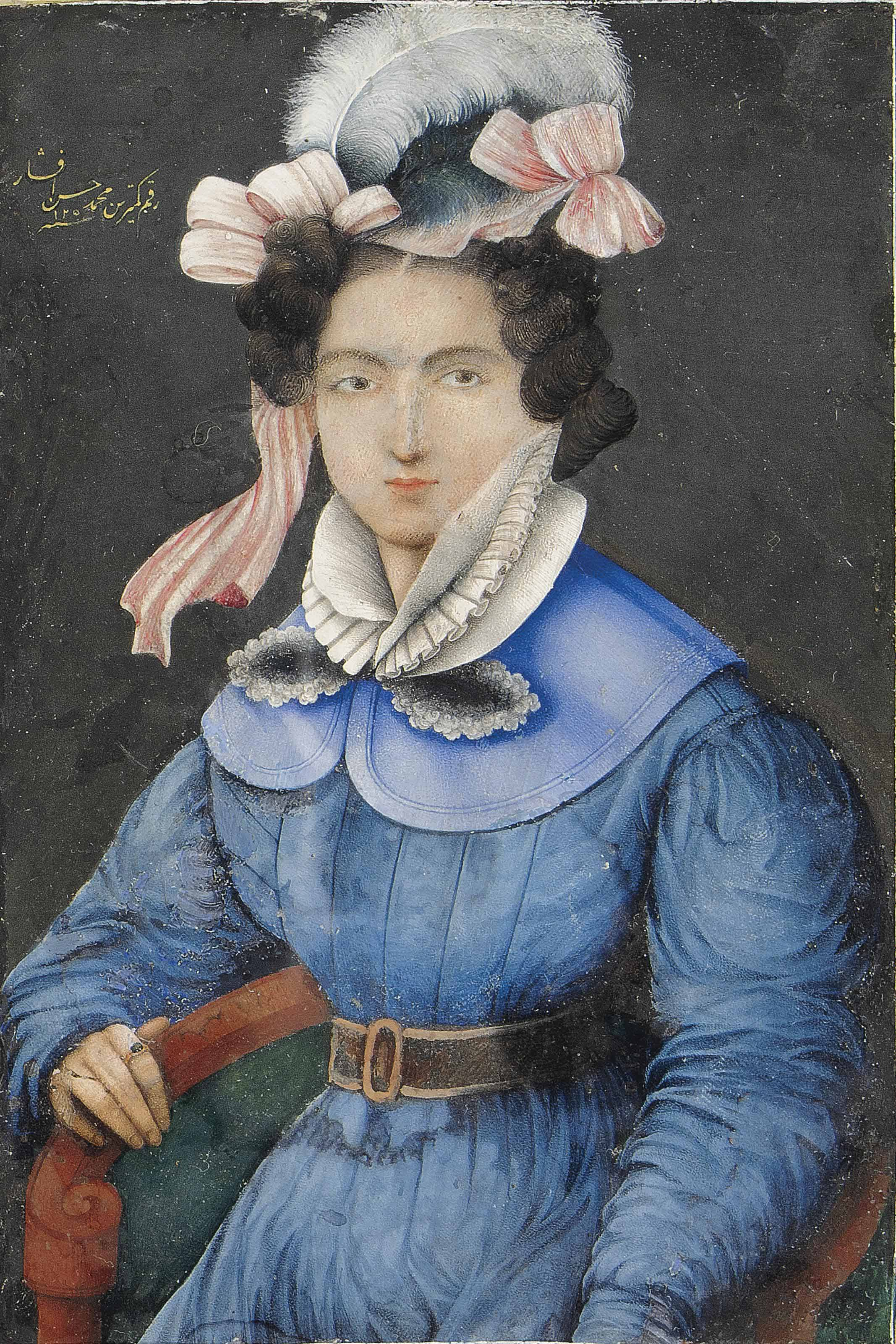
"صورة لسيدة شابة"، مؤرخة 1838–1839

## طالع أيضًا
- عبد الله خان [الإنجليزية]، مهندس البلاط القاجاري الفارسي